# Leyla Chihuán
Leyla Felícita Chihuán Ramos (Lima, 4 de septiembre de 1975) es una política y deportista peruana. Fue congresista de la República del Perú (2011-2019) por el partido político Fuerza Popular. Fue voleibolista profesional y capitana de la selección femenina de voleibol del Perú.

## Trayectoria como deportista
- Debutó con la selección en los Juegos Olímpicos de Atlanta 1996. Luego jugó en el Mundial de Japón 1998 y en los Juegos Olímpicos de Sídney 2000.
- Jugó en el Visual Home Benidorm para las temporadas 2005-2006 y 2006-2007 de la Superliga de España.
- En 2006, fue capitana de la selección en el Mundial de Japón 2006, en el cual junto a sus compañeras lograron hacer un buen papel en todos sus partidos tras ganar a Egipto y perder después contra Serbia & Montenegro, Turquía y Cuba por 3-2 y luego ante Italia por 3-0.
- Jugó después los Juegos Panamericanos de 2007 en Río de Janeiro donde quedaron en el cuarto puesto.
- También jugó el Sudamericano de Santiago 2007 en el que quedaron segundas.
- En 2007, quedaron penúltimas en la Copa del Mundo en Japón.
- En 2008, perdieron la clasificación a los Juegos Olímpicos de Pekín 2008 contra Venezuela.
- Con el entrenador coreano Kim Cheol-Yong, además del trabajo de Man Bok Park y Natalia Málaga, lograron quedar en el quinto lugar de la Copa Panamericana 2009 en Miami tras ganar a México, Costa Rica y Guatemala por 3-0 y perder ante Estados Unidos, Puerto Rico y Brasil también por 0-3. Tras ganar después a Canadá y Argentina, quedaron finalmente en quinto lugar y clasificadas a la Copa Final Four 2009.
- Jugó en el Club Diego Porcelos patrocinado por la Universidad de Burgos con el que quedó en el quinto puesto de la temporada 2008-2009 de la Superliga de España, así como en el Club Voley Miranda con el que quedó subcampeona en la Superliga 2 de España en la temporada 2009-2010.
- En julio de 2009, logró la clasificación del equipo peruano al Mundial de Japón 2010 tras finalizar en segundo lugar del premundial sudamericano realizado en Brasil.[1] En octubre de 2009, tras finalizar el Sudamericano de Porto Alegre 2009 y quedar en el tercer lugar, fue elegida como mejor atacante y máxima anotadora del campeonato. También fue campeona del Torneo Apertura de la Liga Nacional Superior de Voleibol del Perú 2009 con el Club de Regatas Lima.
- En 2010, fue subcampeona de la Copa Panamericana 2010 y de la Copa Final Four 2010; ambas finales perdidas ante la selección de la República Dominicana.
- En el mundial de Japón, solo lograron vencer a Argelia y Costa Rica, y se retiró de la selección peruana en su último partido ante China.
- En 2024, organizó el Torneo Másters, que inicialmente se presentó en Cuzco[2] y se extendió a nivel nacional. En ese evento reunió a las máximas figuras del vóley en un campeonato de un formato cuadrangular.[3]

### Clubes
| Club                         | País    | De   | A    |
| Winiary Kalisz               | Polonia | 1997 | 1999 |
| Rio Marsì Palermo            | Italia  | 1999 | 2000 |
| Mirabilandia Teodora Ravenna | Italia  | 2000 | 2001 |
| CV Benidorm                  | España  | 2001 | 2007 |
| CV Miranda                   | España  | 2008 | 2009 |
| Regatas Lima                 | Perú    | 2009 | 2010 |
| Universidad César Vallejo    | Perú    | 2013 | 2014 |

## Palmarés

### Distinciones individuales
- Campeonato Sudamericano 2005 "Mejor Atacante"
- Campeonato Sudamericano 2009 "Mejor Anotadora"
- Campeonato Sudamericano 2009 "Mejor Rematadora"
- Copa Final Four 2010 "Mejor Bloqueo"

## Carrera política
En 2011, fue elegida congresista por el partido político Fuerza 2011. En 2016 fue reelegida por el término 2016-2021 por el Partido Fuerza Popular. Tras la disolución del Congreso decretado por el presidente Vizcarra su cargo llegó a su fin el 30 de septiembre de 2019.

### Polémica por declaraciones financieras
En octubre de 2018, en una entrevista de radio afirmó que el sueldo que percibía por su cargo, no le alcanzaba debido al estilo de vida que llevaba. Sus declaraciones causaron un debate en varios medios del Perú, y lejos de pedir disculpas, inició un proceso de censura contra los que la criticaban.  Para diciembre de ese mismo año, era la congresista con menor aprobación del parlamento.
Luego de sus polémicas expresiones en las que mencionó que los ingresos recibidos por trabajar en el congreso no le alcanzaban para su alto estándar de vida, recibió el repudio de la ciudadanía. En Perú, la frase «Estoy Chihuán» se convirtió un meme para referirse a una mala situación económica.

## Otras participaciones
En 2024, Chihuán ha sido designada jefa de misión del Comité Olímpico Peruano durante la edición París 2024.

## Vida personal
En el podcast DesMadres con Laura Spoya, la excongresista habló abiertamente sobre su situación sentimental, confesando una relación lésbica.